# Шарль де ла Порт
Шарль де ла Порт (фр. Charles de La Porte; 1602 , Париж — 8 лютого 1664) — військовий та державний діяч Французького королівства, 1-й герцог Ла Мейєре, герцог Ретель, барон де Партене і де Сен-Мексан, граф де Секондін'ї, сеньйор де Буальє, де Ла Люнардьєр, де Ла Жобеліньєр, де Вільнєв, пер, маршал Франції. Відомий також як Шарль II де Ла Порт

## Життєпис
Походив зі пуатуського шляхетського роду Ла Порт. Син маркіза Шарля де Ла Порта, адвоката Паризького парламенту, та Клод де Шампле. Виховувався у протестантській вірі, оскільки батьки його були гугенотами. Замолоду всиротів, його на виховання взяв стрийко Амадор де Ла Порт, пріор Ордену госпітальєрів у Франції.
Здобув гарну освіту. Перейшов до католицтва. Невдовзі увійшов до почту кардинала Армана дю Плессі-Рішельє, ставши його інтендантом. До того ж був його родичем: мати Рішельє — Сюзанна де Ла Порт — була зведеною сестрою маркіза Шарля де Ла Порта й відповідно вуйнею Шарля де Ла Порта молодшого.
1628 року керував полком при облозі Ла Рошелі, захищаючи форт Фон. 1629 року відзначився у битвах при Па-де-Сюз та Каріньяні в кампанії проти герцогства Савойського.
1630 року одружився з донькою суперінтенданта фінансів Антуана Куафьє де Руза. 1632 року стає губернатором Ла-Рошелі, Оні та Бруаза. 1631 року передає це губернаторство стрийку Амадору де Ла Порту. 1632 року призначено генерал-лейтенантом Бретані та губернатором Нанта. Того ж року стає кавалером Ордену Святого Духа. 1633 року на посаді великого магістра артилерії очолив королівську гармату, сприявши її розвитку та вдосконалив застосування. Того ж року овдовів. 1635 року сприяв перемозі на іспанським військам в битві біля Авена. Успішно діяв при облогах фортець Тіллемон, Дірст та Арсхот. Проте не зміг захопити Левен.
1635 року призначається генерал-лейтенантом королівських армій. 1636 року за наказом Рішельє зміцнив фортеці Порт-Луї на о. Гваделупа. 1637 року одружився вдруге — з представницею впливового роду Коссе-Брізак, отримавши посаг у 400 тис. ліврів. 1639 року захопив важливу фортецю Еден в Іспанських Нідерландах. За це отримав звання маршала Франції. Того ж року захопив замок Рюмінген.
1640 року сприяв захопленню Арраса. У 1641 році разом з маршалом Урбаном де Малле захопив місто Ланс в Іспанських Нідерландах. За цим сплюндрував околиці Лілля та взяв в облогу місто Бапом, яке захопив у вересні 1641 року. В тому ж році купив баронство Партене. Після цього де Ла Порта було відправлено до Каталонії, де він 1642 року захопив важливе місто Перпіньян.
1643 року стає губернатором Бретані, де виявив гарні адміністративні навички. В тому ж році знову очолює війська в Іспанських Нідерландах, де захоплює Гравелін. Невдовзі спільно з маршалом Жаном де Гассіоном займає Куртре і Мардіку. 1646 року повертається до Бретані. Але вже того ж року спрямовується спільно з маршалом Сезаром дю Плессі-Прасленом до Італії, де французи захоплюють Пьомбіно, Порте Леоні й Ельбу. 1648 року призначено суперінтендантом фінансів. Опікувався зниженням процентної ставки відкупникам, зменшивши її з 15 % до 10 %, а потім і до 5 %. Втім 1649 року втратив свою посаду.
Під час Фронди у 1649—1653 роках перебував на боці королівського двору та кардинала Мазаріні. 1649 року спільно з Мішелем Ле Телльє під імені короля підписує Рюельський мирний договір з принцами крові, що на деякий час відтермінував Фронду принців.
Заснував власну морську компанію, висунув план колонізації Мадагаскару. 1663 року стає 1-м герцогом Ла Майєре на основі володінь Партене й Гатін. також здобуває перство. Помер 1664 року.

## Родина
1. Дружина — Марія, донька Антуана Куафьє де Руза, маршала Франції
Діти:
- Арман Шарль (1632—1713), 2-й герцог де Ла Мейєре, герцог Мазаріні

2. Дружина — Марія, донька Франсуа де Коссе-Брізака
дітей не було
3. Коханка — Катерина Флері
Діти:
- Шарль де Монгоге